# Нафти, Мехди
Мехди Бен Садок Нафти (араб. مهدي النفطي‎; род. 28 ноября 1978[…], Тулуза) — тунисский футболист, полузащитник; тренер. Выступал за национальную сборную Туниса.
Самый первый клуб — «Тулуза» из родного города. За три года в этом клубе на поле выходил крайне редко. Несколько раз играл за резервную команду «Тулузы». Затем в 2000 году перешёл в испанский клуб «Расинг» из Сантандера. В этом же году «Расинг» вылетел в низший дивизион Испанской лиги. В 2005 году Мехди Нафти был отдан в аренду в английский «Бирмингем Сити», где впоследствии и остался играть до 2009 года. В июне 2009 года руководство «Бирмингем Сити» решило не продлевать контракт с Мехди. Тогда он подписал контракт на 2 года с греческим «Арисом» из Салоник, где сыграл в этом сезоне 22 матча и забил 4 гола, однако «Арис» не стал чемпионом, а занял лишь 5-е место. В январское трансферное окно 2011 года тунисский футболист вернулся в Испанию и подписал контракт на 1,5 года с «Реалом» из Вальядолида. Впоследствии выступал за «Реал Мурсия» и «Кадис».
В национальной сборной Туниса играл с 2002 года. Участвовал в трёх турнирах Кубка африканских наций и в 2004 году помог сборной Туниса завоевать кубок. В 2005 году играл за Тунис в Кубке конфедераций ФИФА. На чемпионате мира 2006 в Германии провёл на поле все три матча, которые сыграл Тунис на этом турнире.

## Достижения

### Сборная Туниса
- Обладатель Кубка африканских наций: 2004